# Вулька-Раковська
Вулька-Раковська (пол. Wólka Rakowska) — село в Польщі, у гміні Красносельц Маковського повіту Мазовецького воєводства.
Населення — 89 осіб (2011).
У 1975-1998 роках село належало до Остроленцького воєводства.

## Демографія
Демографічна структура станом на 31 березня 2011 року:
|          | Загалом | Допрацездатний вік | Працездатний вік | Постпрацездатний вік |
| -------- | ------- | ------------------ | ---------------- | -------------------- |
| Чоловіки | 45      | 6                  | 36               | 3                    |
| Жінки    | 44      | 15                 | 18               | 11                   |
| Разом    | 89      | 21                 | 54               | 14                   |